# Sabon
Non Plus Ultra (2 Punkt)
Microscopique (2,5 Punkt)
Brilliant (3 Punkt)
Diamant (4 Punkt)
Perl (5 Punkt)
Nonpareille (6 Punkt)
Insertio (6,5 Punkt)
Kolonel (7 Punkt)
Petit (8 Punkt)
Borgis (9 Punkt)
Korpus (10 Punkt)
Rheinländer (11 Punkt)
Cicero (12 Punkt)
Mittel (14 Punkt)
Tertia (16 Punkt)
Paragon (18 Punkt)
Text (20 Punkt)
Kanon (36 Punkt)
Konkordanz (48 Punkt)
Sabon (60 Punkt)
Das Sabon ist ein Maß für einen Schriftgrad mit einer Kegelhöhe von fünf Cicero, das entspricht 60 Didot-Punkten, also 22,56 mm. Die Entsprechung in 60 DTP-Punkten, also fünf Pica, misst 21,16 mm, siehe Größenvergleich unten.
Das Maß wurde nach Jacques Sabon benannt, der um 1590 eine Schrift dieser Größe geschnitten haben soll.
Sabon ist auch der Name einer von Jan Tschichold geschaffenen Drucktype.

## Größe
| Sabon    | Sabon        |
| 60 Punkt | 60 DTP-Punkt |

Bei größeren Schriftgraden sind die Benennungen und Angaben jedoch unsicher und oft widersprüchlich.
Nach anderer Quelle lauten die Maßverhältnisse daher:
| Kleine Sabon | = | 5 1⁄2 Cicero | = | 66 typografische Punkte | = | 24,820 Millimeter |
| Sabon        | = | 6 Cicero     | = | 72 typografische Punkte | = | 27,077 Millimeter |
| Grobe Sabon  | = | 7 Cicero     | = | 84 typografische Punkte | = | 31,589 Millimeter |